# ئی‌جی‌اس‌وای۸ پی۷
ئی‌جی‌اس‌وای۸ پی۷ (انگلیسی: EGSY8p7) که با نام ئی‌جی‌اس‌وای-۲۰۰۸۵۳۲۶۶۰ نیز شناخته می‌شود یک کهکشان دوردست در صورت فلکی گاوران، با انتقال طیف‌بینی به سرخ z = ۸٫۶۸ (انتقال به سرخ فتومتریک ۸٫۵۷)، فاصلهٔ ۱۳٫۲ میلیارد سال نوری از زمین است؛ بنابراین، در سن ۱۳٫۲ میلیارد سال، آن را آنگونه که ۵۷۰ میلیون سال پس از مهبانگ بوده؛ که ۱۳٫۸ میلیارد سال پیش است، با استفاده از رصدخانه دبلیو. ام. کک (W. M. Keck)، مشاهده می‌شود. در ژوئیهٔ ۲۰۱۵، ئی‌جی‌اس‌وای۸ پی۷ به عنوان قدیمی‌ترین و دورترین شی شناخته شده معرفی شد و از رکورددار قبلی، EGS-zs8-1، که در می ۲۰۱۵ به عنوان قدیمی‌ترین و دورترین شی تعیین شده‌بود، پیشی گرفت. در مارس ۲۰۱۶، پاسکال اوش، یکی از کاشفان ئی‌جی‌اس‌وای۸ پی۷، کشف جی‌ان - ز۱۱، کهکشانی قدیمی‌تر و دورتر را اعلام کرد.